# Віардо Володимир Володимирович
Володимир Володимирович Віардо (нар. 1949) — російський радянський піаніст, заслужений артист Росії.
Народився у Красній Поляні на Кавказі. Закінчив музичне училище імені Гнесіних та Московську консерваторію в класі Льва Наумова. Будучи студентом, у 1971 році здобув 3-ю премію на конкурсі ім. Маргарити Лонг і Жака Тібо в Парижі. 1973 року переміг на конкурсі імені Вана Кліберна. 1988 емігрував в США. Веде гастрольну діяльність та викладає в університеті Північного Техасу. Є організатором конкурсів піаністів в Нью-Йорку та міжнародного конкурсу юних піаністів у Запоріжжі.